# Fly (entreprise)
Pour les articles homonymes, voir Fly.
Fly est une enseigne de vente au détail de mobilier et d'objets de décoration française. La chaîne de magasins est implantée en France.
Jusqu'à 2014, l'enseigne recensait 114 magasins en France, 10 en Suisse et 2 en Espagne. Le groupe Mobilier Européen, le précédent exploitant de l'enseigne, s'est placé sous procédure de sauvegarde en juin 2014,. En 2022, l'enseigne conserve 10 points de vente en France. En 2023, l’enseigne conserve sept points de vente à la suite de la fermeture de trois magasins en 2022. En 2024, l'enseigne conserve quatre points de vente : Fly Quimper, Fly Vannes, Fly Cholet et Fly Épinal.

## Histoire

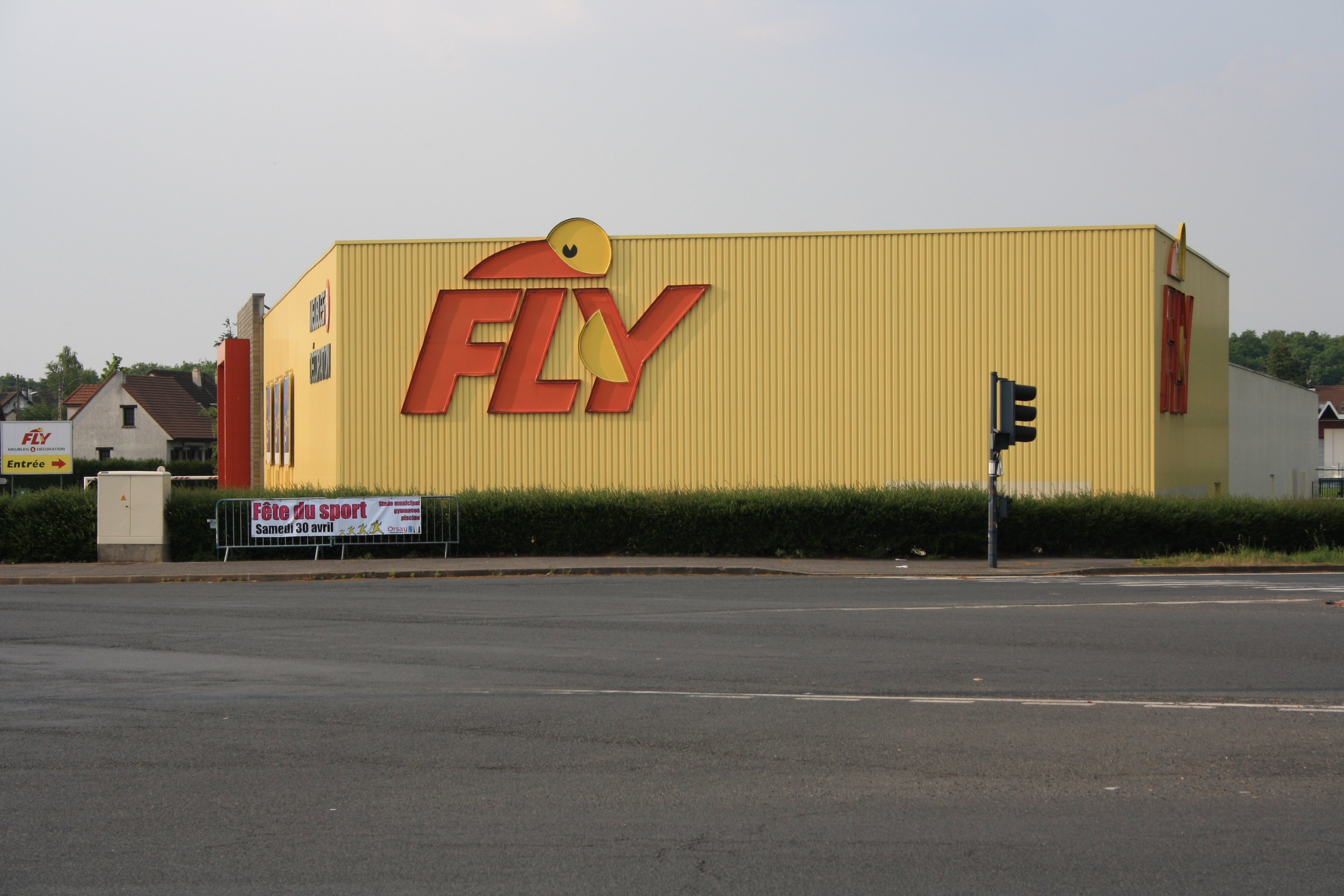
Magasin Fly à Orsay en 2011.

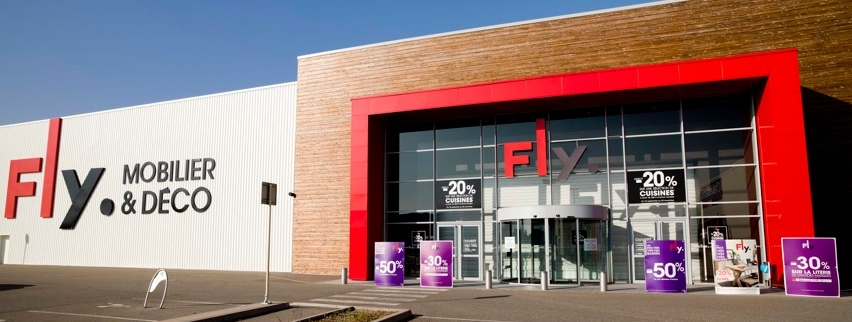
Magasin Fly à Kingersheim en 2013.

Fondé en France en 1978 par Paul Rapp et Marc Bisch, Fly se positionne tout d'abord en tant que fournisseur de meubles de base, notamment à destination des jeunes. En 1983, l'enseigne ouvre son cinquantième magasin avant d'entamer une politique de prix bas en 1984. En 1990, elle compte 100 magasins.
En 1999, le premier magasin est ouvert en Espagne. L'enseigne compte 140 points de vente en 2003.
Fly était présent au Québec jusqu'en 2006 avec 5 magasins à Laval, Saint-Hubert, Saint-Laurent, Lachenaie et Québec, mais ils ont fermé pour non solvabilité.
En 2012, Fly change d'identité visuelle : le petit oiseau Fly laisse sa place à un nouveau logo.

### Démantèlement de Mobilier européen
Le 18 juin 2014, le groupe Mobilier européen, qui exploite 249 magasins sous les enseignes Fly, Atlas et Crozatier, se place sous procédure de sauvegarde,. Le tribunal de grande instance de Mulhouse valide l'essentiel des propositions de reprise du numéro quatre français de l'ameublement le 21 novembre 2014, ce qui entraînera la suppression de 1 003 emplois sur plus de 3 600. Les différents projets de reprise des entités composant le groupe seront effectifs au 1er décembre. Mobilier européen exploite alors plus de 180 magasins en France. Les 91 établissements exploités en franchise sous les marques Fly, Atlas et Crozatier devraient tous être repris et leurs quelque 1 600 emplois préservés.
En revanche, sur les 95 magasins gérés directement par Mobilier Européen, 44 vont fermer. Parmi les établissements préservés, six (quatre Fly et deux Atlas) passeront sous l'enseigne But. Parmi les cinq offres de reprise validées par le tribunal, la plus importante émane de la société NF Holding, emmenée par l'ancien directeur financier de Mobilier Européen, Nicolas Finck, elle vise à reprendre 80 magasins Fly, dont 41 en franchise.

### Repositionnement de Fly
Pour son projet de rachat, Nicolas Finck monte NF Holding, soit New Fly Holding. Il veut faire de Fly un acteur qui propose des prix bas avec du renouvellement de référence afin de générer[C'est-à-dire ?]. Nicolas Flinck explique vouloir "devenir le Zara de l'offre décorative". Un autre axe de travail est de développer la vente sur Internet, gros point faible de Fly, sur laquelle l'enseigne est très en retard selon son nouveau PDG.
En février 2018, le groupe ne compte plus que 92 magasins en France (57 Fly, 11 Atlas et 24 magasins Crozatier). La direction annonce le 15 juin 2018 à ses salariés la cession de 23 fonds de commerces sur les 38 détenus en propre par la société. Centrakor, Stokomani, Maxi Bazar, But ou encore la Foir'Fouille sont évoqués parmi les repreneurs potentiels.
En novembre 2018, But rentre en négociations exclusives avec l'enseigne afin de reprendre la marque, les 15 magasins restants et son réseau de franchisés.
Début 2019, après la fermeture de certains magasins, il ne reste plus que les magasins indépendants qui ne dépendent pas de la centrale Fly. Chaque magasin choisit sa propre collection directement avec les fournisseurs. Le 25 février 2019, la SAS Fly change de dénomination sociale pour devenir Bazalp. Malgré des capitaux propres devenus inférieurs à la moitié du capital social, la société n'est pas dissoute à la suite d'une assemblée générale extraordinaire le 6 mai 2019.
Le 28 mai 2019 est constituée la société par action simplifiée Lyfe, présidée par Sébastien Leduc (ex-affilié de Saint Nabord). Elle a pour objet l'exploitation de la marque Fly, l'animation et la coordination d’un réseau de magasins regroupés sous l’enseigne Fly. La société Lyfe n'a aucun lien financier avec la société Bazalp. Au 10 mai 2022, 9 magasins Fly sont référencés sur le site fly.fr. Plus tard dans l'année 2022, les magasins de Fly Annecy (situé dans le centre commercial Grand Épagny), Fly Lorient et Fly Lyon Nord (situé à Villefranche-sur-Saône) sont fermés. Le magasin Fly Quimper a été agrandi et rénové en 2023 pour présenter un nouveau concept. En 2023, les magasins de Fly Mâcon (situé à Crèches-sur-Saône), Fly Annemasse (situé à Ville-la-Grand) et Fly Thonon (situé à Anthy-sur-Léman) ont définitivement fermés. Les magasins ouverts sont Fly Quimper, Fly Vannes, Fly Cholet et Fly Épinal.

## Activité, rentabilité, effectif
|                          | 2015     | 2016     | 2017     | 2018     | 2019     |
| ------------------------ | -------- | -------- | -------- | -------- | -------- |
| Chiffre d'affaires en k€ | 43 135   | 117 757  | 119 420  | 100 356  | 46 264   |
| Résultat en k€           | + 20 971 | - 12 645 | - 14 973 | - 25 558 | - 22 554 |
| Effectif moyen annuel    | 821      | 823      | 827      | 738      | 30       |

## Identité visuelle

### Logos

Ancien logo avant mai 2012
Logo depuis mai 2012

Le logo a été modifié en 1992, en mettant un petit oiseau jaune ressemblant à un pélican. Il a de nouveau été modifié en 2012. Le pélican disparaît pour un logo plus subtil, dont le F et le L forment un pictogramme de chaise, en rouge, noir et blanc.

### Slogans
- Années inconnues : « La boîte à meubles »[18]
- De [Quand ?] à 2002 : « C'est vous, c'est beau ! »[19]
- De 2002 à 2012 : « Meubles et décoration »[20]
- De mai 2012 à 2014 : « Changez d'air »
- De 2014 à 2016 « Des meubles et des idées »
- Depuis 2016 « Un point c'est tout »
- 2019 « Fly, art de vivre »